# ロン・ウォーターマン
ロン・ウォーターマン（Ron Waterman、1965年11月23日 - ）は、アメリカ合衆国の男性総合格闘家、プロレスラー。コロラド州グリーリー出身。チーム・インパクト所属。元WEC世界スーパーヘビー級王者。
バックボーンはレスリング。またコロラド州ボディビルダー王者の肩書きを持ち、熟年ながら引き締まったボディを持つ。
熱心なクリスチャンであることも知られ、現役牧師でもある。勝利時にいつも十字を切ること、そしてその風貌から「闘う牧師」の異名を持つ。またその名前からジョークを込めて「H2Oマン」と表記されることもある。PRIDEでは「ハイパータックルマシン」と紹介されていた。
WWF、新日本プロレスに参戦したこともある。

## 来歴

### 総合格闘技
1999年2月6日、「バス・ルッテン・インビテーショナル1」トーナメントにおいて、全試合KO勝ちで優勝を果たした。
5月7日、UFC初参戦となったUFC 20でクリス・コンドーと対戦し、パウンドでTKO勝ちを収めた。
2000年4月14日、日本で開催されたUFC 25で本間聡と対戦し、判定勝ち。
2002年9月29日、初参戦となったパンクラスで謙吾と対戦し、V1アームロックで見込み一本勝ち。
12月23日、PRIDE初参戦となったPRIDE.24でヴァレンタイン・オーフレイムと対戦し、V1アームロックで一本勝ち。
2003年8月9日、WEC世界スーパーヘビー級王座決定戦でジェームス・ネヴァレスと対戦し、TKO勝ちを収め王座獲得に成功した。
2004年2月1日、PRIDE.27でミルコ・クロコップと対戦。左ハイキックでダウンしたところにサッカーボールキックで追い討ちを掛けられ、KO負け。
11月7日、スーパーヘビー級キング・オブ・パンクラス決定戦で高阪剛と対戦し、0-3の判定負けを喫し王座獲得に失敗した。
2005年8月18日、WEC世界スーパーヘビー級タイトルマッチでリコ・ロドリゲスと対戦し、3-0の判定勝ちを収め初防衛に成功した。
2006年12月2日、BodogFightでホジャー・グレイシーの総合格闘技デビューの相手を務め、腕ひしぎ十字固めで一本負け。

### プロレス

#### WWF / WWE
2000年、WWFと契約を交わし入団。傘下団体であるOVWにてトレーニングを開始。10月17日、シェルトン・ベンジャミンを相手にデビュー戦を行うが敗戦した。
2001年1月16日、総合格闘技の経験があるブライアン・ケックと対戦して勝利し、プロレスラーとしてのキャリア初の勝利を飾った。4月よりケックとタッグを組んで活動。
10月29日、WWFへと昇格。RAWにてスコッティ・2・ホッティを相手にデビューするが敗戦。
11月5日、RAWにてランディ・オートンと組んでリコ・コンスタンティノ & ショーン・スタージャックと対戦して勝利し、WWFデビュー後初勝利を飾る。
11月26日よりブロック・レスナーとタッグを組んで活動。2002年1月、オートンとリコを中心に短期抗争を繰り広げるが結果を出せずに3月より傘下団体であるHWA（Heartland Wrestling Association）に降格。
5月20日、WWEへ再昇格を果たしRAWにてクラッシュ・ホーリーから勝利。しかし、ハウスショーでの出場が中心であり6月20日、RAWにてブル・ブキャナンと対戦したのを最後にWWEから解雇となった。

#### 新日本プロレス
2005年1月4日、新日本プロレスのWRESTLING WORLD 2005にて初参戦。バトルロイヤル形式の総合格闘技トーナメントであるアルティメットロワイアルにて成瀬昌由、中西学、永田裕志に勝利して優勝を飾った。
3月21日、新日本プロレスのビッグファイトシリーズに参戦。蝶野正洋と組んで西村修 & 天山広吉と対戦して勝利。26日にはNexess Vにて鈴木みのると組んで佐々木健介 & 飯塚高史と対戦して勝利している。
5月14日、Nexess VIにて武藤敬司と対戦。ムーンサルトプレスを決められ敗戦した。
7月、サマーファイトシリーズに参戦。18日には蝶野と組んで西村 & 藤波辰爾と対戦するが敗戦している。

## 戦績
| 総合格闘技 戦績 | 総合格闘技 戦績 | 総合格闘技 戦績 | 総合格闘技 戦績 | 総合格闘技 戦績 | 総合格闘技 戦績 | 総合格闘技 戦績 |
| --------------- | --------------- | --------------- | --------------- | --------------- | --------------- | --------------- |
| 24 試合         | (T)KO           | 一本            | 判定            | その他          | 引き分け        | 無効試合        |
| 16 勝           | 6               | 8               | 2               | 0               | 2               | 0               |
| 6 敗            | 4               | 1               | 1               | 0               | 2               | 0               |

| 勝敗 | 対戦相手                     | 試合結果                           | 大会名                                                                      | 開催年月日     |
| ○    | マーク・スミス               | 2R 2:16 肩固め                     | Born to be Bad                                                              | 2008年11月29日 |
| ×    | デイブ・ハーマン             | 1R 2:19 TKO（パウンド）            | EliteXC: Return of the King                                                 | 2008年6月14日  |
| ○    | アナール・ブラッシュ         | 2R 2:10 V1アームロック             | X-1 Events: Champions 【X-1ヘビー級王座決定戦】                             | 2008年1月26日  |
| ○    | マリオ・リナルディ           | 1R 4:39 TKO（パンチ連打）          | Art of War 3                                                                | 2007年9月1日   |
| ×    | ホジャー・グレイシー         | 1R 3:38 腕ひしぎ十字固め           | BodogFight: USA vs. Russia                                                  | 2006年12月2日  |
| ×    | リコ・ロドリゲス             | 1R終了時 TKO（ドクターストップ）   | WFA 4: King of the Streets                                                  | 2006年7月22日  |
| ○    | リコ・ロドリゲス             | 5分3R終了 判定3-0                  | WEC 16: Clash of the Titans 2 【WEC世界スーパーヘビー級タイトルマッチ】     | 2005年8月18日  |
| ×    | 高阪剛                       | 5分3R終了 判定0-3                  | PANCRASE 2004 BRAVE TOUR 【スーパーヘビー級キング・オブ・パンクラス決定戦】 | 2004年11月7日  |
| ○    | ケビン・ランデルマン         | 1R 7:44 V1アームロック             | PRIDE GRANDPRIX 2004 決勝戦 【ヘビー級グランプリ リザーブマッチ】           | 2004年8月15日  |
| ○    | 高森啓吾                     | 1R 1:36 V1アームロック             | PANCRASE 2004 BRAVE TOUR                                                    | 2004年5月28日  |
| ×    | ミルコ・クロコップ           | 1R 4:37 KO（サッカーボールキック） | PRIDE.27 TRIUMPHAL RETURN                                                   | 2004年2月1日   |
| △    | ジミー・アンブリッツ         | 5分3R終了 判定0-0                  | PANCRASE 2003 HYBRID TOUR                                                   | 2003年11月30日 |
| ○    | 石井淳                       | 1R 1:02 ネックロック               | PANCRASE 2003 HYBRID TOUR                                                   | 2003年10月31日 |
| ○    | ジェリー・ヴルバノヴィッチ   | 3R ショルダーロック                | IFC: Global Domination                                                      | 2003年9月6日   |
| ○    | ジェームス・ネヴァレス       | 3R 2:31 TKO（パンチ連打）          | WEC 7: This Time It's Personal 【WEC世界スーパーヘビー級王座決定戦】        | 2003年8月9日   |
| ○    | ヴァレンタイン・オーフレイム | 1R 2:18 V1アームロック             | PRIDE.24                                                                    | 2002年12月23日 |
| ○    | 謙吾                         | 1R 2:23 V1アームロック             | PANCRASE 2002 SPIRIT TOUR                                                   | 2002年9月29日  |
| ○    | 本間聡                       | 5分3R終了 判定3-0                  | UFC 25: Ultimate Japan 3                                                    | 2000年4月14日  |
| △    | ティム・レイシック           | 5分3R終了 判定1-0                  | UFC 22: There Can Be Only One Champion                                      | 1999年9月24日  |
| ×    | アンドレ・ロバーツ           | 1R 2:51 KO（右ストレート）         | UFC 21: Return of the Champions                                             | 1999年7月16日  |
| ○    | クリス・コンドー             | 1R 0:29 TKO（パウンド）            | UFC 20: Battle for the Gold                                                 | 1999年5月7日   |
| ○    | マット・アッシャー           | 1R 0:28 TKO（パンチ連打）          | Bas Rutten Invitational 1 【決勝】                                          | 1999年2月6日   |
| ○    | ジョシュア・ジェンキンス     | 1R 1:14 TKO（パンチ連打）          | Bas Rutten Invitational 1 【準決勝】                                        | 1999年2月6日   |
| ○    | ダニエル・ジェームス         | 1R 0:20 TKO（パンチ連打）          | Bas Rutten Invitational 1 【1回戦】                                         | 1999年2月6日   |

## 獲得タイトル
- Bas Rutten Invitational 1 優勝（1999年）
- 初代WEC世界スーパーヘビー級王座（2003年）
- X-1ヘビー級王座（2008年）